# باد مرگنت‌هایم
شهر باد مرگنت‌هایم (به آلمانی: Bad Margentheim) شهری در ایالت بادن-وورتمبرگ در کشور آلمان است.